# كيجي تامادا

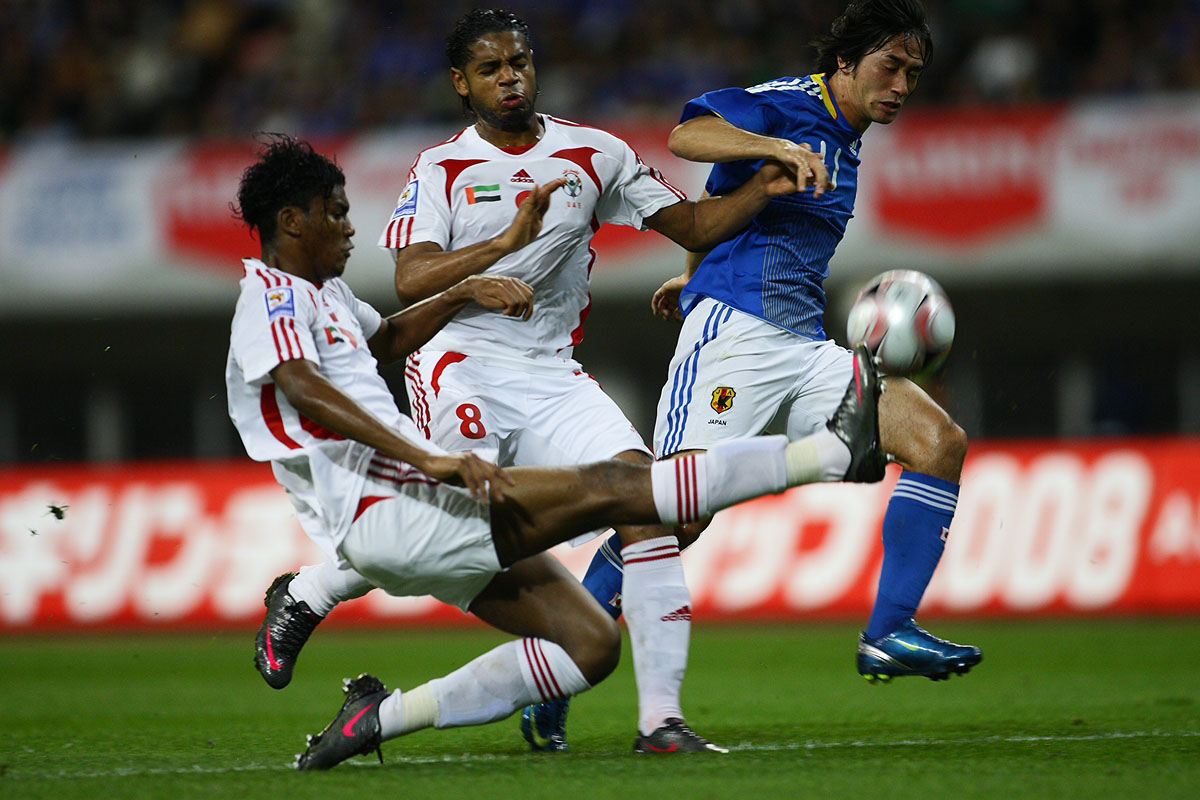

كيجي تامادا، من مواليد 11 أبريل 1980 في تشيبا باليابان، لاعب كرة قدم ياباني، ويلعب في نادي ناغويا غرامبوس إيت ومنتخب اليابان لكرة القدم.
بدأ تامادا مسيرته الكروية مع نادي كاشيوا ريسول في عام 1999، ولعب لهم حتى عام 2005، وشارك خلال تلك الفترة في 109 مباريات وسجل 30 هدف، وفي عام 2006 انتقل إلى نادي ناغويا غرامبوس إيت.
يلعب تامادا مع منتخب اليابان لكرة القدم منذ عام 2004، وقد شارك في كأس العالم لكرة القدم 2006.

## كأس آسيا 2004
و قد سجل هدفين في مرمى منتخب البحرين لكرة القدم، وقد سجل هدف في مرمى منتخب الصين لكرة القدم.

## روابط خارجية
- كيجي تامادا على موقع الاتحاد الدولي (مؤرشف)  (الإنجليزية)
- كيجي تامادا على موقع رابطة كرة القدم اليابانية للمحترفين (اليابانية)
- كيجي تامادا على موقع قاعدة بيانات كرة القدم.إي يو (الإنجليزية)
- كيجي تامادا على موقع ناشيونال فوتبول تيمز (الإنجليزية)
- كيجي تامادا على موقع Soccerway.com (الإنجليزية)
- كيجي تامادا على موقع عالم كرة القدم.نت (الإنجليزية)
- كيجي تامادا على موقع كووورة